# Olejek miętowy
Olejek miętowy (łac. Menthae piperitae aetheroleum, Oleum Menthae piperitae) – olejek eteryczny otrzymywany przez destylację z parą wodną świeżych części nadziemnych kwitnącej rośliny Mentha piperita. Jest bezbarwną, jasnożółtą lub jasnozielonawożółtą cieczą o charakterystycznym zapachu i smaku. Wywołuje uczucie zimna. Olejek miętowy miesza się bez ograniczeń z etanolem i chlorkiem metylenu.
Olejek miętowy powinien zawierać:
- mentol: 30–55%
- menton: 14–32%
- octan mentylu: 2,8–10%
- 1,8-cyneol: 3,5–8,0%
- izomenton: 1,5–10%
- mentofuran: 1–8%
- limonen: 1,0–3,5%
- pulegon: nie więcej niż 3,0%
- karwon: nie więcej niż 1,0%.

Wykorzystywany w przemyśle farmaceutycznym, chemicznym, kosmetycznym i spożywczym.

## Zastosowania medyczne
Od najdawniejszych czasów liście mięty pieprzowej i olejek z niej otrzymywany były wykorzystywane w lecznictwie. 
Współcześnie olejek miętowy wykorzystywany jest w:
- zespole jelita drażliwego (IBS) w postaci dojelitowych kapsułek
- dyspepsji w połączeniu z olejkiem kminkowym
- napięciowych bólach głowy (miejscowo)
- zewnętrznie w postaci mazideł, płynów w połączeniu z innymi składnikami o działaniu przeciwbólowym, przeciwświądowym i kojącym
- dodawany do wlewów doodbytniczych może mieć działanie rozkurczające na mięśnie gładkie

Chociaż zwykle olejek miętowy jeśli stosowany zgodnie z zaleceniami jest dobrze tolerowany to może w większych dawkach powodować działania uboczne: reakcje alergiczne, zgagę, nudności, wymioty i inne.
Może hamować czynność układu cytochromu P450 1A2 i z tego względu wchodzi w interakcję z lekami metabolizowanymi przez ten układ.
Przeciwwskazania: przepuklina rozworu przełykowego, schorzenia pęcherzyka żółciowego; należy zachować ostrożność w stosowaniu w ciąży i okresie karmienia piersią.
Zalecane dawkowanie: dorośli 0,2-0,4 ml olejku 3 razy dziennie w postaci kapsułek dojelitowych i 0,1-0,2 ml olejku 3 razy dziennie u dzieci powyżej 8 roku życia.